# Château de Český Krumlov
Le château de Český Krumlov (en allemand Schloss Krumau) est un château situé dans la localité homonyme en République tchèque. Sa construction remonte au XIIIe siècle quand un premier château fut construit par la famille Witigonen, la branche principale de la Maison de Rosenberg.

## Histoire
Au XVIIe siècle, à la suite de l'extinction des Rosenberg, la région est confiée à Hans Ulrich von Eggenberg (en) par l'empereur Ferdinand II du Saint-Empire et Eggenberg est nommé Duc de Krumlov (en). Après la mort du fils de Hans Ulrich, Johann Anton I von Eggenberg, le château est administré par sa belle-fille Anne-Marie de Brandebourg-Bayreuth
Un de ses deux fils, Johann Christian I von Eggenberg, est à l'origine des rénovations baroques et des expansions qui incluent le théâtre, aujourd'hui appelé Théâtre Eggenberg. Quand la descendance mâle des Eggenberg (en) s'éteint en 1717, le château et le duché passent sous la domination de la Maison de Schwarzenberg. En 1947, la propriété est transférée à la province et en 1950 à l'État tchèque. L'ensemble de l'édifice est déclaré monument national en 1989 et est inscrit sur la liste du patrimoine mondial en 1992.
Le théâtre baroque, qui  est situé dans la 5e cour du château, est un des théâtres baroques les mieux conservés.

## Source
- (en) Cet article est partiellement ou en totalité issu de l’article de Wikipédia en anglais intitulé « Český Krumlov Castle » (voir la liste des auteurs).